# ワシントン郡 (テキサス州)
ワシントン郡 (英: Washington County) はアメリカ合衆国テキサス州に位置する郡である。人口は30,373人（2000年）。郡庁所在地はブレナムである。この郡は初代アメリカ合衆国大統領ジョージ・ワシントンの名を取って命名された。

## 地理
アメリカ合衆国統計局によると、この郡は総面積1,609 km2 (621 mi2) である。このうち1,578 km2 (609 mi2) が陸地で31 km2 (12 mi2) が水地域である。総面積の1.95%は水地域となっている。

### 隣接する郡
- ブラゾス郡 (北)
- グライムズ郡 (北東)
- ウォーラー郡 (東)
- オースティン郡 (南)
- ファイエット郡 (南西)
- リー郡 (西)
- バールソン郡 (北西)

## 人口動勢
2000年国勢調査で、この郡は人口30,373人、11,322世帯、及び7,936家族が暮らしている。人口密度は19/km2 (50/mi2) である。8/km2 (22/mi2) の平均的な密度に13,241軒の住宅が建っている。この郡の人種的な構成は白人74.68%、アフリカン・アメリカン18.66%、先住民0.27%、アジア1.21%、太平洋諸島系0.00%、その他の人種4.02%、及び混血1.16%である。ここの人口の8.71%はヒスパニックまたはラテン系である。

2000年国勢調査に基づくワシントン郡の人口ピラミッド

この郡内の住民は24.70%が18歳未満の未成年、18歳以上24歳以下が11.10%、25歳以上44歳以下が25.30%、45歳以上64歳以下が22.10%、及び65歳以上が16.90%にわたっている。中央値年齢は37歳である。女性100人ごとに対して男性は94.70人である。18歳以上の女性100人ごとに対して男性は92.10人である。
この郡内の世帯ごとの平均的な収入は36,760米ドルであり、家族ごとの平均的な収入は43,982米ドルである。男性は31,698米ドルに対して女性は21,346米ドルの平均的な収入がある。この郡の一人当たりの収入 (per capita income) は17,384米ドルである。人口の12.90%及び家族の9.80%は貧困線以下である。全人口のうち18歳未満の14.80%及び65歳以上の14.50%は貧困線以下の生活を送っている。

## 都市及び町

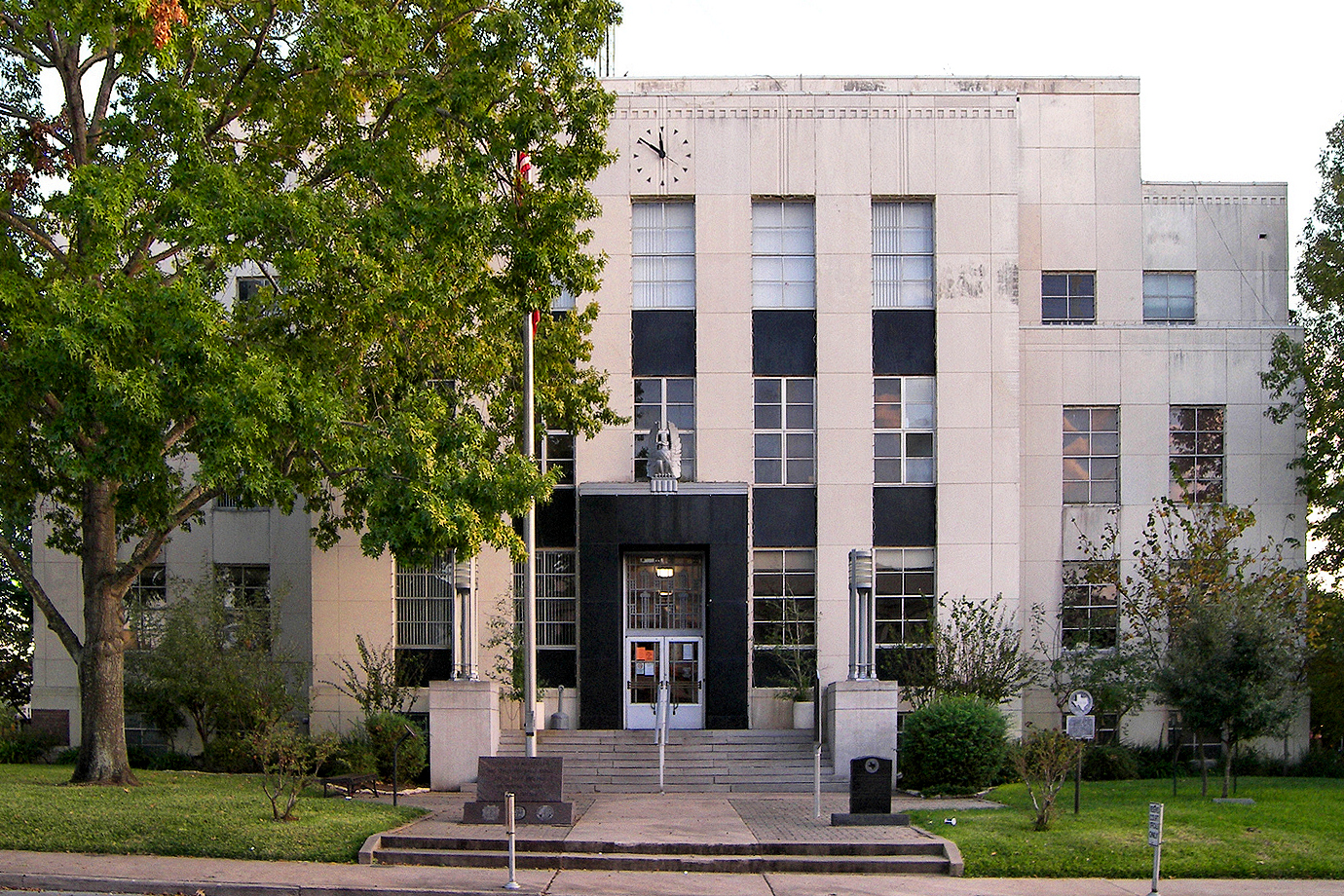
ブレナムにあるワシントン郡庁舎

- ブレナム（郡庁所在地）
- バートン
- ワシントン・オン・ザ・ブラゾス